# Matías Ocampo
Pour l’article homonyme, voir Ocampo.
Matías Ocampo, né le 14 mars 2002 à Montevideo en Uruguay, est un footballeur uruguayen qui évolue au poste d'ailier droit au Brusque FC, en prêt de Liverpool FC.

## Biographie

### Defensor SC
Né à Montevideo en Uruguay, Matías Ocampo est formé par l'un des clubs de la capitale uruguayenne, le Defensor SC. Il débute en professionnel le 30 août 2020, lors d'un match de championnat face au Liverpool Fútbol Club. Il entre en cours de partie à la place de Kevin Méndez (en), et son équipe s'impose par deux buts à un.

### CA River Plate
Le 2 février 2022, Matías Ocampo s'engage en faveur d'un autre club uruguayen, le CA River Plate. Le 28 février 2022, Ocampo inscrit son premier but pour River Plate, lors d'une rencontre de championnat face au CS Cerrito. Titulaire, il participe à la victoire de son équipe par trois buts à un,.

### AC Bellinzone
Le 27 janvier 2023, lors du mercato hivernal, Matías Ocampo rejoint la Suisse afin de s'engager en faveur de l'AC Bellinzone.

### Liverpool Fútbol Club
Le 22 août 2023, Matías Ocampo rejoint le Liverpool FC, en Uruguay, sous la forme d'un prêt d'une saison.

### En équipe nationale
En février 2019, Matías Ocampo est convoqué avec l'équipe d'Uruguay des moins de 17 ans pour participer à l'édition 2019 du championnat de la CONMEBOL des moins de 17 ans. Lors de cette compétition il joue huit matchs et marque un but, dès sa première apparition, lors d'une victoire contre l'Argentine (3-0).